# Ludwig von Edelsheim

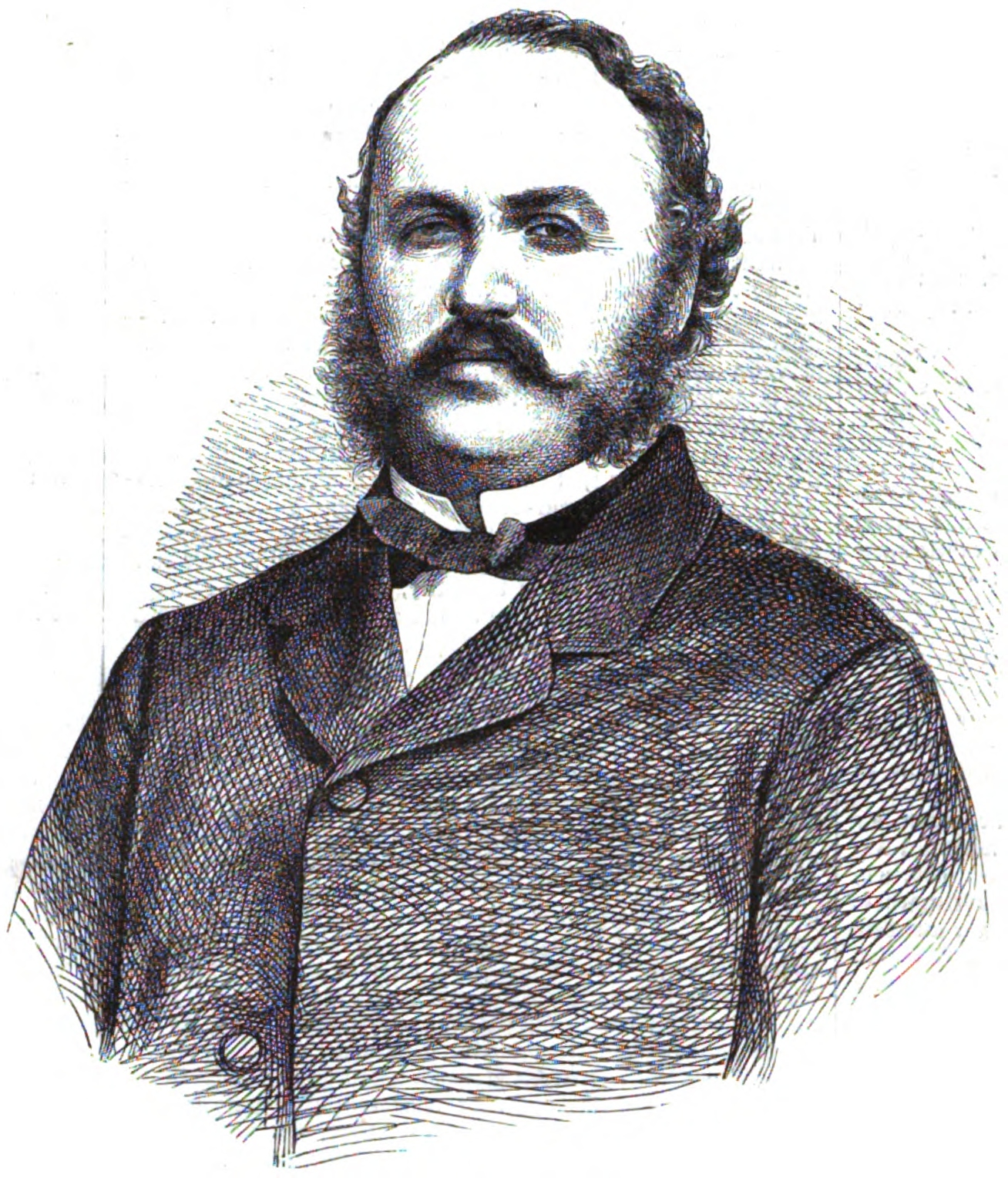
Ludwig von Edelsheim 1865.

Ludwig Friedrich Wilhelm August von Edelsheim, född 24 oktober 1823 i Karlsruhe, död 23 februari 1872 i Konstanz, var en badensisk friherre och statsman, bror till Leopold von Edelsheim-Gyulai. 
Edelsheim var först i kurhessisk tjänst och blev 1861 Badens minister i Wien samt 1865 kabinettschef och utrikesminister. Han genomdrev Badens deltagande i kriget mot Preussen 1866 och tvingades efter dess olyckliga utgång samma år att dra sig tillbaka.